# Klanice
Klanice su naselje u općini Dobrinj na otoku Krku u Republici Hrvatskoj.

## Smještaj
Klanice se nalaze u sjeveroistočnom dijelu otoka Krka, u unutrašnjosti, nekoliko kilometara od uvale Soline, a na brdu nasuprot općinskom sjedištu Dobrinju. Između Klanica i Dobrinja prostire se dobrinjsko polje s Potokom. U neposrednoj blizini Klanica je naselje Tribulje. Osim Tribulja i Dobrinja, susjedna sela su Sužan i Sveti Ivan Dobrinjski. Od Malinske su udaljne oko 8, a od Krčkog mosta oko 20 kilometara.

## Porijeklo naziva
Vjerojatno naziv mjesta dolazi od pojma klanci točnije maleni klanci kojim ima na okolnom brdu te na starom makadamskom putu između Klanica i Dobrinja.
Smatra se da je selo novije, međutim iako se ne spominje u srednjovjekovnim dokumentima, moguće je da je ono ipak postojalo već tada, ali se držalo dijelom susjednog mjesta Tribulja s kojim je gotovo spojeno. Na to upućuje i činjenica da se uopće ne spominje u popisima stanovništva iz 1869. i 1880. godine, da bi prema popisu iz 1890. godine imalo 89 stanovnika.

## Stanovništvo
Prema popisu stanovništva iz 2001. godine u Klanicama su živjela 42 stanovnika.
Klanice su bile najnapučenije u prvoj polovici 20. stoljeća kada broj žitelja varira između 70 i maksimalnih 98 zabilježenih 1921. godine. Prema statistici Krčke biskupije, koja bilježi i privremeno odsutne, Klanice su najviše stanovnika imale 1935. godine – 117. 
Nakon Drugog svjetskog rata dolazi do kontinuiranog i značajnog pada broja stanovnika zbog jake emigracije lokalnog življa u prekomorsko zemlje te u Rijeku, Zagreb i druge gradove. 
Za razliku od pretežitog dijela naselja na otoku koja nakon izgradnje Krčkog mosta 1980. godine i Zračne luke Rijeka, a što je omogućilo snažniji razvoj turizma, doživljavaju postepeni demografski oporavak, Klanice i u posljednjih 30-etak godina imaju pad broja stanovnika. Razlog tome je izostanak turističkog razvoja mjesta i njegove neposredne okolice.
Stanovništvo je prosječno stare dobi.
| broj stanovnika |       |       |       | 89    | 75    | 66    | 98    | 90    | 79    | 70    | 65    | 51    | 47    | 48    | 42    | 50    | 47    |
|                 | 1857. | 1869. | 1880. | 1890. | 1900. | 1910. | 1921. | 1931. | 1948. | 1953. | 1961. | 1971. | 1981. | 1991. | 2001. | 2011. | 2021. |

## Gospodarstvo
Kroz stoljeća je glavna gospodarska grana bila poljoprivreda, poglavito ovčarstvo te ratarstvo u obližnjem dobrinjskom polju. 
Nekad intenzivno obrađivano dobrinjsko polje danas je potpuno zapušteno i zarašteno, a donekle je obnovljeno tek maslinarstvo.
Turizam još uvijek nema nikakvog udjela u privredi Klanica. Veliki potencijal predstavljaju očuvana priroda te naročito obližnja uvala Soline u kojoj je moguć razvoj zdravstvenog turizma.
U mjestu djeluje nekoliko obrtnika.

## Vanjske poveznice
- službene stranice općine Dobrinj

- Službene stranice Turističke zajednice Općine Dobrinj  Arhivirana inačica izvorne stranice od 26. srpnja 2010. (Wayback Machine)